# Lepidophyma tarascae
Lepidophyma tarascae (тараскська тропічна нічна ящірка) — вид сцинкоподібних ящірок родини нічних ящірок (Xantusiidae). Ендемік Мексики.

## Поширення і екологія
Тараскські тропічні нічні ящірки відомі з кількох місцевостей, розташованих в горах Південної Сьєрра-Мадре в штатах Мічоакан, Герреро і Коліма. Вони живуть в тропічних листяних лісах і гірських дубових лісах, де трапляються в тріщинах серед скель. Ведуть нічний спосіб життя.